# دايكي تاموري
دايكي تاموري (باليابانية: 田森 大己) (5 أغسطس 1983 في شوبارا في اليابان – )؛ هو لاعب كرة قدم ياباني سابق كان يلعب كلاعب وسط.

## وصلات خارجية
- دايكي تاموري على موقع رابطة كرة القدم اليابانية للمحترفين (اليابانية)
- دايكي تاموري على موقع قاعدة بيانات كرة القدم.إي يو (الإنجليزية)
- دايكي تاموري على موقع Soccerway.com (الإنجليزية)
- دايكي تاموري على موقع عالم كرة القدم.نت (الإنجليزية)